# Buckila herrgård
Buckila herrgård (finska: Pukkilan kartano) är en herrgårdsbyggnad i Pikis i S:t Karins stad. Gårdens historia sträcker sig tillbaka till 1400-talet. Den nuvarande huvudbyggnaden uppfördes 1762 av hovrättsråd Christofer Johan Rappe och ritades 1755 av arkitekt Carl Wijnblad.